# آندره بارت
آندره بارت (انگلیسی: Andre Barrett؛ زادهٔ ۲۱ فوریهٔ ۱۹۸۲) بازیکن بسکتبال اهل ایالات متحده آمریکا است.
از باشگاه‌هایی که در آن بازی کرده‌است می‌توان به تورنتو رپترز، کورال روان، اورلندو مجیک، شیکاگو بولز، لس آنجلس کلیپرز، باشگاه بسکتبال بارسلونا، هیوستون راکتس، میلواکی باکس، فینیکس سانز، مین رد کلاوز، و آستین توروس اشاره کرد.
وی در مسابقات کشوری و بین‌المللی در مجموع برندهٔ ۱ مدال نقره، ۱ مدال برنز شده‌است.